# Microraptorinae
Microraptorinae, або Microraptoria – клада динозаврів з родини Dromaeosauridae. Включає, в порядку часу першоопису: Sinornithosaurus, Microraptor, Graciliraptor, Hesperonychus, Tianyuraptor, Zhenyuanlong, Changyuraptor, можливо Zhongjianosaurus, Wulong. Кладу вперше запропонували 2004 року. Більшість відомих родів відкриті в Азії, крім Hesperonychus з Канади.